# Cervecería Hondureña
Cervecería Hondureña S.A. de C.V. es una empresa subsidiaria de AB Inbev (a partir de octubre de 2016) en Honduras, con giro industrial en la elaboración y comercialización de cerveza y de bebidas carbonatadas (refrescos).

## Historia
A principios del siglo XX cuando, en la ciudad puerto de La Ceiba, un grupo de hondureños y extranjeros organizó la sociedad anónima Compañía Industrial Ceibeña con el propósito de introducir el agua potable, la generación de fuerza eléctrica, la fabricación de hielo, aguas gaseosas y refrescos de frutas. A los pocos años, solicitaron al gobierno del presidente Francisco Bertrand Barahona el permiso para la producción de cerveza, concesión que les fue otorgada por medio del Decreto n.º 98 del 25 de febrero de 1915.
En 1916, después de haberse adquirido la maquinaria y edificado las instalaciones complementarias, se inicia la producción industrial de la cerveza marca registrada SalvaVida, que se ha mantenido en el mercado hondureño el Presente.
El crecimiento y auge de Compañía Industrial Ceibeña fue notable y de gran éxito en el sector de la costa norte del país. En 1928, en San Pedro Sula se inauguró otra empresa cervecera, Cervecería Unión, fabricante de la marca Ulúa, que compitió por establecerse en el mismo mercado. Ambas administraciones, conscientes de la necesidad de evitar desgastarse en una competencia, tuvieron la visión y agudeza comercial de fusionarse en una nueva organización que representara sus intereses. Así, en 1935, surgió Cervecería Hondureña que manejó como parte de su división operativa a Compañía Industrial Ceibeña, en La Ceiba, y a Cervecería Unión en San Pedro Sula. Mientras tanto, en la capital de la República en el año 1930, se estableció la empresa Cervecería Tegucigalpa, que atendió el mercado central y sur del país con la marca de cerveza Imperial. Como resultado, se estableció el predominio de la marca SalvaVida en la costa norte y de Imperial en el centro y sur del país; con el tiempo, comenzaron a extenderse a todo el territorio nacional.
La Segunda Guerra Mundial causó que los socios alemanes de Cervecería Tegucigalpa vendieran sus acciones, las cuales fueron adquiridas por Cervecería Hondureña, que se convertía así en accionista mayoritaria de la empresa. Ambas fábricas operaron independientemente hasta 1965, año en el que deciden fusionarse y surge la única empresa cervecera de Honduras vigente hasta nuestros días y que hoy conocemos como Cervecería Hondureña.
Con el tiempo, la compañía fue creciendo creando varios productos y también llegando a producir productos de Coca-Cola y refrescos nacionales como Tropical y la Cerveza Barena.

## Marcas

### Cervezas
- Port Royal
- Cerveza Salva-Vida
- Imperial
- Barena
- Corona
- Stella Artois
- Michelob Ultra

### Refrescos
- Tropical
- Sprite
- Fanta
- Canada Dry
- Fresca
- Coca-Cola

### No Carbonatado
- Dasani
- Actimalta
- Del Valle
- Fuze Tea
- Powerade

Las cervezas de marca hondureña, han recibido el prestigioso galardón por calidad del Instituto Internacional de Selecciones de la Calidad Monde Selection. Barena, Imperial y Port Royal recibieron Gran Medalla de Oro, mientras Salva Vida Medalla de Oro en 2009. Tres de las marcas (Barena, Imperial y Salva Vida) obtuvieron también un International High Quality Trophy, otorgado así mismo por Monde Selection. Una que fue de las mejores cervezas fue Nacional, la cual era vendida en botella de cristal y bote de aluminio, en color dorado, uno de sus atractivos era la heráldica que representaba a dos leones rampantes defendiendo al escudo y sobre estos un listón en azul y blanco, colores de la bandera nacional hondureña. Esta cerveza fue retirada del mercado en la década de los 90's.

## Empresas subsidiarias
Cervecería Hondureña está integrada verticalmente por varias empresas que elaboran materias primas y componentes para su proceso, entre ellas: Azunosa, COCHSA y PLIHSA.

### Azucarera del Norte, S.A. (AZUNOSA)
La planta está ubicada en el Valle de Sula, Honduras C.A. a 45 minutos de San Pedro Sula, que es la capital industrial del país, su área productiva se localiza entre el margen derecho del río Ulúa y el pie de la montaña de Mico Quemado, con una altitud promedio entre 30-50 m s. n. m., con una posición geográfica latitud 15° 16′ 52″ N, longitud87° 53′ 9″ O. Inició operaciones en el año 1975.
Su área de cultivo es de 10,600 Mz o 7,400 Has, con una producción de 900,000 toneladas de caña y 1,500,000 quintales de azúcar. (datos de zafra N.º 27, en el año 2009).
La cosecha inicia desde la segunda semana de enero hasta mediados de junio, sus suelos son en su mayoría franco-arcillosos, propios para el cultivo de caña de azúcar, la variedad predominante es la CP-722086, con una precipitación anual de 1,600 mm.
El 75% del área de producción está ubicada en un radio de 12 km del ingenio, con una red vial interna que permite la movilización durante la zafra. Sus plantaciones están en los municipios de El Progreso, San Manuel, Santa Rita y Potrerillos. Su cosecha es un 70% manual (1,500 corteros)y un 30% mecánica (3 cosechadoras).

### Plásticos Industriales Hondureños S.A. (PLIHSA)
Envases Industriales Hondureños S.A. (EIHSA), fue constituida el 6 de agosto de 1965 por un grupo de inversionistas hondureños con el propósito de producir y comercializar Tapas Corona (Chapas). Poco tiempo después, Cervecería Hondureña, S.A., de C.V. se integra como accionista y la empresa inicia la exportación de Coronas a los demás países centroamericanos. De hecho, EIHSA fue el primer fabricante de Coronas en Centroamérica.
En mayo de 1978 se crea una nueva empresa con el nombre Plásticos Industriales Hondureños S.A. que se dedicaría a la producción de cajas plásticas para favorecer el rubro principal (refrescos y cervezas) a través de la autoproducción de sus productos de empaque de aquel entonces.
En 1993, PLIHSA diversifica su producción con la inclusión de botellas P.E.T. que hoy en día representa su principal negocio. Es relevante mencionar que EIHSA, además de dedicase a la fabricación de tapas metálicas (coronas) para botellas de refrescos carbonatados y cervezas, también produce envases metálicos para pintura y alimentos, litografía sobre lámina y otros productos metálicos.
Bajo la administración de SABMiller se decide a partir del año 2002 realizar inversiones que permitieran a PLIHSA duplicar sus producciones de coronas y cajas plásticas e incrementar la producción de botellas PET, lo cual se logró a través de la absorción de las operaciones de otra empresa y la adquisición de una línea de capacidad. Es así como PLIHSA se convierte en el proveedor de empaque para BEVCO tanto en Honduras con en El Salvador. De igual forma PLIHSA también exporta productos de empaque para otras embotelladoras y cervecerías de la región centroamericana y del Caribe.
Históricamente, PLIHSA fue de las primeras cuatro empresas en Honduras en implementar el sistema de aseguramiento de calidad ISO-9000 y el mantenimiento y ordenamiento de plantas con las 5S.[cita requerida]